# Verona (Wisconsin)
Verona és una població dels Estats Units a l'estat de Wisconsin. Segons el cens del 2000 tenia 7.052 habitants.

## Demografia
Segons el cens del 2000, Verona tenia 7.052 habitants, 2.591 habitatges, i 1.873 famílies. La densitat de població era de 832,7 habitants per km².
Dels 2.591 habitatges en un 45% hi vivien nens de menys de 18 anys, en un 60% hi vivien parelles casades, en un 8,8% dones solteres, i en un 27,7% no eren unitats familiars. En el 21,6% dels habitatges hi vivien persones soles el 8,5% de les quals corresponia a persones de 65 anys o més que vivien soles. El nombre mitjà de persones vivint en cada habitatge era de 2,68 i el nombre mitjà de persones que vivien en cada família era de 3,16.
Per edats la població es repartia de la següent manera: un 31,4% tenia menys de 18 anys, un 5,3% entre 18 i 24, un 31,3% entre 25 i 44, un 22,1% de 45 a 60 i un 9,9% 65 anys o més.
L'edat mediana era de 36 anys. Per cada 100 dones de 18 o més anys hi havia 89,3 homes.
La renda mediana per habitatge era de 65.367 $ i la renda mediana per família de 71.098 $. Els homes tenien una renda mediana de 46.919 $ mentre que les dones 32.296 $. La renda per capita de la població era de 26.433 $. Aproximadament el 2% de les famílies i el 3,7% de la població estaven per davall del llindar de pobresa.

## Poblacions properes
El següent diagrama mostra les poblacions més properes.